# Lovran
Lovran (italijansko Laurana) je turistično naselje na Opatijski rivieri, na vzhodni obali Istre, 6 km južno od Opatije na Hrvaškem. Sestavljen je iz dveh predelov: iz starega mestnega predela na koncu morskega zaliva in novejšega, ki je zrasel na podnožju hriba Gorica, 712 mnv visokega grebena Učke. Je središče občine Lovran, ki spada v Primorsko-goransko županijo.
Prebivalstvo občine Lovran je bilo po zadnjem Avstro-Ogrskem popisu prebivalstva iz leta 1910 večinsko slovensko govoreče.
Občina je imela leta 2001 v naseljih Lovran, Lovranska Draga, Liganj, Medveja in Tuliševica skupaj 3987 prebivalcev, 2011 že 4101, leta 2021 pa le še 3527 ali 3544. 
Sam Lovran je imel po popisih največ prebivalcev leta 1991 in sicer 3640, medtem ko jih ima po zadnjem popisu leta 2021 le še 2859.
Lovran ima prijetno podnebje. Srednja januarska temperatura je 5,9 °C, srednja julijska pa 23,5 °C. Povprečno letno število sončnih ur pa znaša 2230. Pred hladnimi zimskimi vetrovi ga ščiti gorski masiv Učke. Poleti kraj hladijo pobočni vetrovi. V okolici kraja uspeva submediteransko rastlinje. Zaradi teh naravnih danosti se je Lovran pričel že koncem 19. stoletja razvijati v turistični center tako zimskega kot letnega turizma. V kraju in bližni okolici je več plaž. Od Lovrana do Opatije je zgrajena obalna promenada Lungomare.

## Zgodovina
Lovran se pod imenom Laurana prvič omenja v 7. stol. Leta 1275 pride pod oblast pazinskih grofov, nato goriških knezov in nazadnje Habsburžanov. V času vojn uskokov z Benečani je Lovran dvakrat pogorel (1599 in 1614). Na vratih v obzidju, ki so odprta proti morju so še vidni ostanki dvižnega mostu. Glavni trg s srednjeveškim stolpom in romanskim zvonikom obkrožajo baročne hiše. Župnijska cerkev je bila postavljena v 14. stol., razširjena pa v 17. in 18. stol. Ob obali stoji romanska cerkvica, ki je bila kasneje prezidana v gotskem slogu. V cerkvici so ostanki poznogotskih fresk in kamnita plošča, z napisi v glagolici.

## Demografija
| Kraj            | Število slovensko govorečih 1910 | Število nemško govorečih 1910 | Število italijansko govorečih 1910 | Število hrvaško govorečih 1910 |
| --------------- | -------------------------------- | ----------------------------- | ---------------------------------- | ------------------------------ |
| Lovran          | 11.11% (132)                     | 19.61% (233)                  | 35.94% (427)                       | 11.36% (135)                   |
| Oprič           | 46.81% (558)                     | 9.09% (108)                   | 10.07% (120)                       | 23.57% (281)                   |
| Sveti Frančišek | 88.41% (824)                     | 0                             | 5.04% (47)                         | 5.58% (52)                     |
| Tuliševica      | 93.29% (820)                     | 3.98% (35)                    | 0.11% (1)                          | 2.39% (21)                     |
| OBČINA LOVRAN   | 56.38% (2334)                    | 8.97% (376)                   | 14.20% (595)                       | 11.67% (489)                   |

| Pregled števila prebivalcev po letih | Pregled števila prebivalcev po letih | Pregled števila prebivalcev po letih | Pregled števila prebivalcev po letih | Pregled števila prebivalcev po letih | Pregled števila prebivalcev po letih | Pregled števila prebivalcev po letih | Pregled števila prebivalcev po letih | Pregled števila prebivalcev po letih | Pregled števila prebivalcev po letih | Pregled števila prebivalcev po letih | Pregled števila prebivalcev po letih | Pregled števila prebivalcev po letih | Pregled števila prebivalcev po letih | Pregled števila prebivalcev po letih |      |      |
| ------------------------------------ | ------------------------------------ | ------------------------------------ | ------------------------------------ | ------------------------------------ | ------------------------------------ | ------------------------------------ | ------------------------------------ | ------------------------------------ | ------------------------------------ | ------------------------------------ | ------------------------------------ | ------------------------------------ | ------------------------------------ | ------------------------------------ | ---- | ---- |
| 1857                                 | 1869                                 | 1880                                 | 1890                                 | 1900                                 | 1910                                 | 1921                                 | 1931                                 | 1948                                 | 1953                                 | 1961                                 | 1971                                 | 1981                                 | 1991                                 | 2001                                 | 2011 | 2021 |
| 1484                                 | 470                                  | 644                                  | 621                                  | 847                                  | 1409                                 | 896                                  | 1122                                 | 1229                                 | 2419                                 | 2745                                 | 2989                                 | 3484                                 | 3640                                 | 3241                                 | 3336 | 2859 |